# Indialite

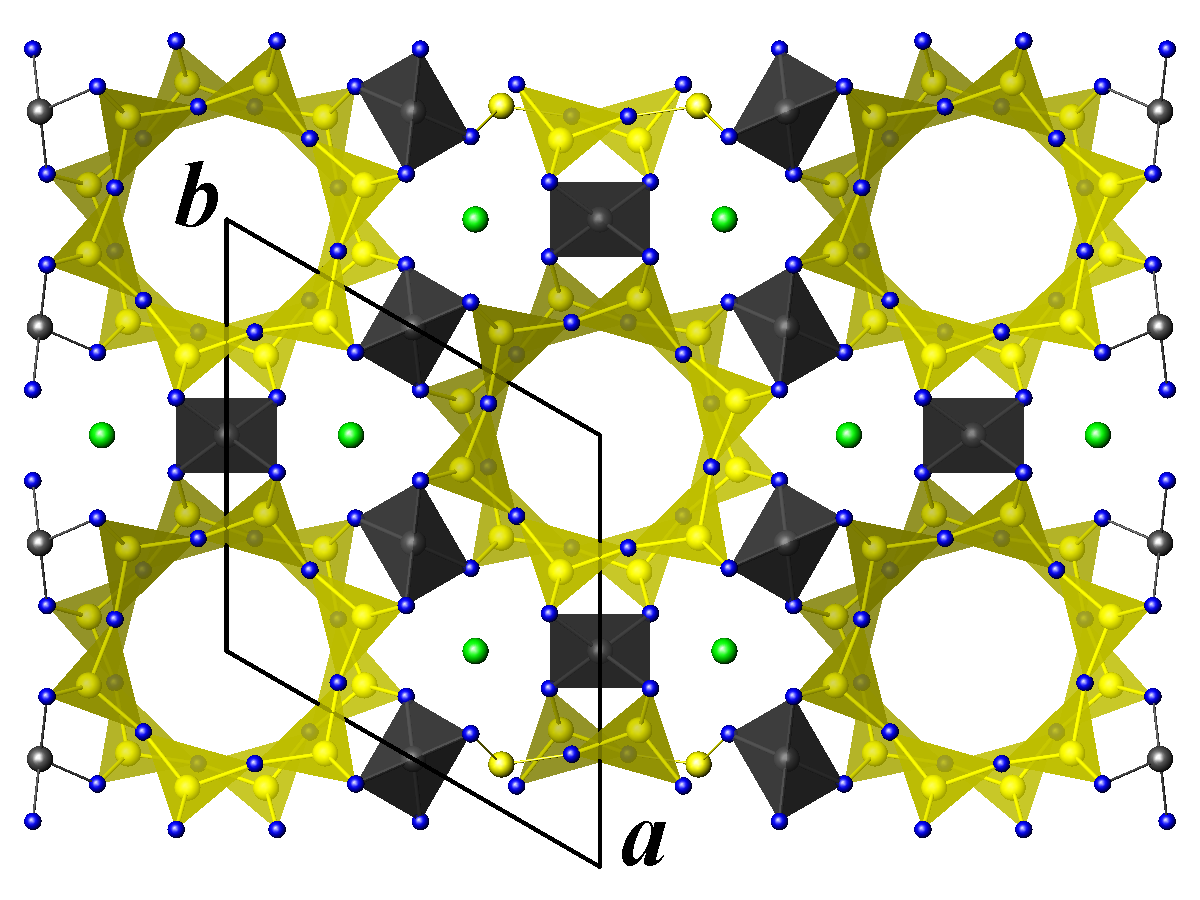

L'indialite (simbolo IMA: Ind) è un raro minerale della famiglia dei ciclosilicati appartenente al gruppo del berillo con formula chimica Mg2Al3(AlSi5O18).

## Etimologia e storia
Il minerale è stato chiamato così da A. Miyashiro e T. Iiyama nel 1954 in onore dell'India, dove si trova la località tipo, il bacino carbonifero di Bokaro, distretto di Ramgarh (Stato di Jharkhand, India).
Il materiale nella località tipo era di origine antropica poiché si era formato come risultato della fusione e ricristallizzazione delle rocce sopra i giacimenti di carbone ardente. Successivamente è stato trovato in natura nei corni e nelle rocce vulcaniche rapidamente estinte.

## Classificazione
Nell'8ª edizione della sistematica dei minerali secondo Strunz, obsoleta dal 1977 ma ancora usata, l'indialite è elencata nella classe dei "ciclosilicati" e poi nella sottoclasse "Con sei anelli [Si6O18]12−" dove insieme a bazzite e berillo forma il "gruppo del berillo" col sistema nº VIII/C.06a.
Nella 9ª edizione della sistematica dei minerali secondo Strunz l'indialite si trova nella classe "9.C Ciclosilicati e da lì nella sottoclasse "9.CJ [Si6O18]12- anelli singoli con 6 membri (sei anelli singoli), senza anioni complessi isolati", dove viene elencata insieme agli altri minerali pezzottaite, stoppaniite, bazzite e berillo, con le quali forma il sistema nº 9.CJ.05.
Anche nella classificazione dei minerali secondo Dana, che viene usata principalmente nei paesi anglosassoni, l'indialite si trova nella famiglia "Ciclosilicati: anelli a sei membri" e in seguito nella sottofamiglia "Ciclosilicati: anelli a sei membri con anelli Si6O18; possibile (OH) e sostituzione di Al" dove insieme a pezzottaite, stoppaniite, bazzite e berillo forma il "gruppo del berillo" con il sistema nº 61.01.01.

## Abito cristallino
L'indialite cristallizza nel sistema esagonale nel gruppo spaziale P6/mcc (gruppo nº 192) con i parametri di reticolo a = 9,800(3) e c = 9,345(3) così come due unità di formula per cella unitaria.

## Origine e giacitura
L'indialite viene trovata associata a diversi minerali, a seconda del luogo in cui è stata rinvenuta: enstatite, magnetite, labradorite, corindone nel sito di Bokaro, in India); cordierite, andalusite, sillimanite, biotite, quarzo nell'indialite rinvenuta a Unazuki, vicino a Kurobe (prefettura di Toyama, Giappone).
L'indialite è una formazione minerale rara ed è stata rilevata in pochi siti.
In Italia il minerale è stato rinvenuto a Ercolano (Campania), a Lipari (Sicilia) e a Colle Fabbri, a Spoleto (Umbria).
In India, oltre al sito di Bokaro, l'indialite è stata trovata nei distretti di Vizianagaram, Dhanbad e Bardhaman; in Russia nell'Chelyabinsk e nella penisola della Kamčatka; negli Stati Uniti nelle contee di Washoe (Nevada), Oglala Lakota (Sud Dakota) e Campbell (Wyoming).
Oltre all'Italia altri siti europei sono in Austria (Markt Sankt Martin nel Burgenland), Repubblica Ceca (a Libušin nel distretto di Kladno, Boemia Centrale) e in Germania (a Colonia nella Renania Settentrionale-Vestfalia, a Pellenz e Vordereifel entrambi in Renania-Palatinato, a Oelsnitz nei Monti Metalliferi e a Kauern in Turingia).
Altre località si trovano in Mongolia e in Polonia.

## Forma in cui si presenta in natura
L'indialite forma piccoli grani esagonali e gruppi di grani a forma di spirale, alcuni dei quali presentano terminazioni multiple. Il minerale è incolore in sezione sottile o malva pallido mentre il colore del suo striscio è bianco.